# Czasownia

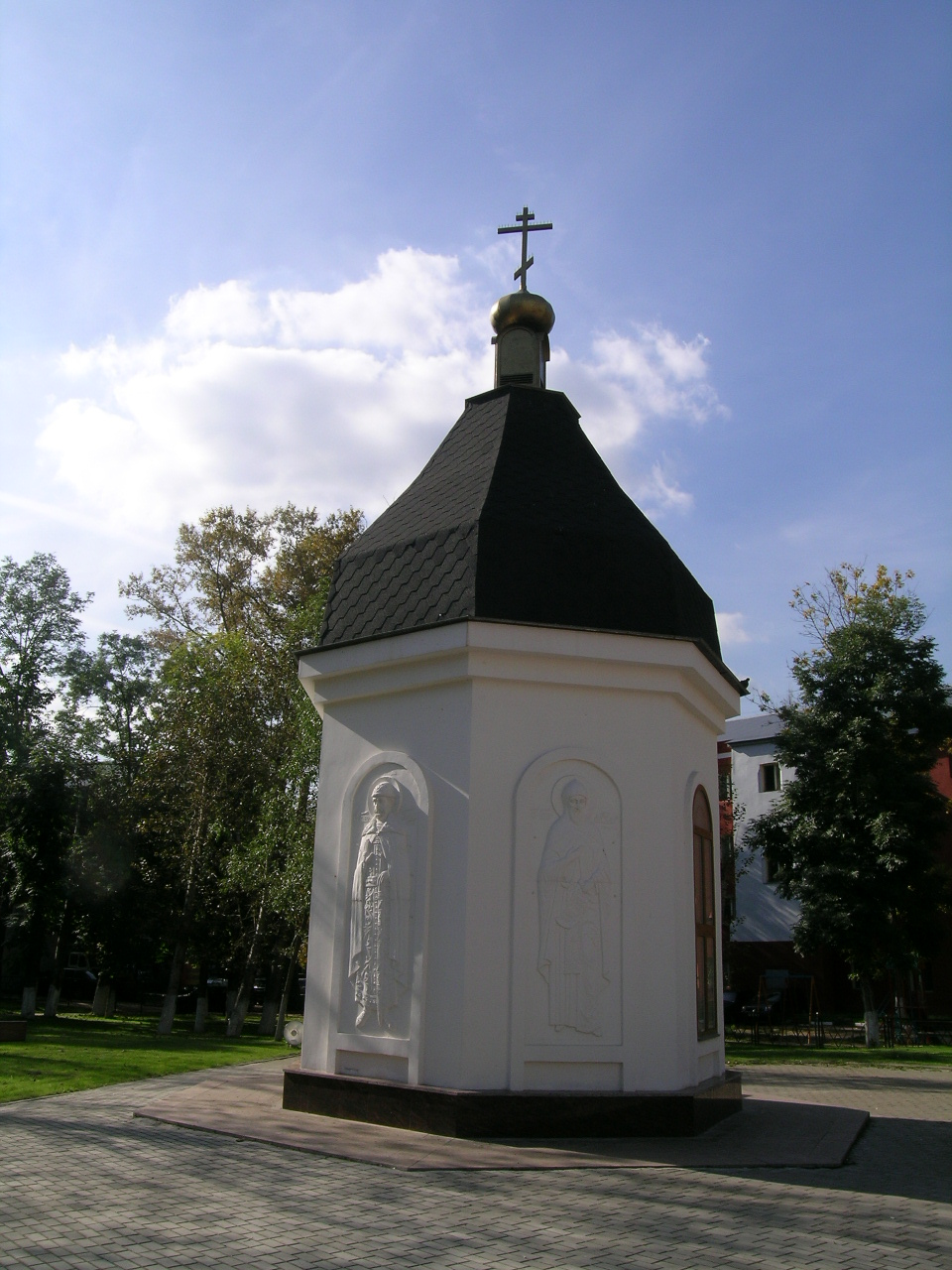
Czasownia w Rieutowie (Rosja)

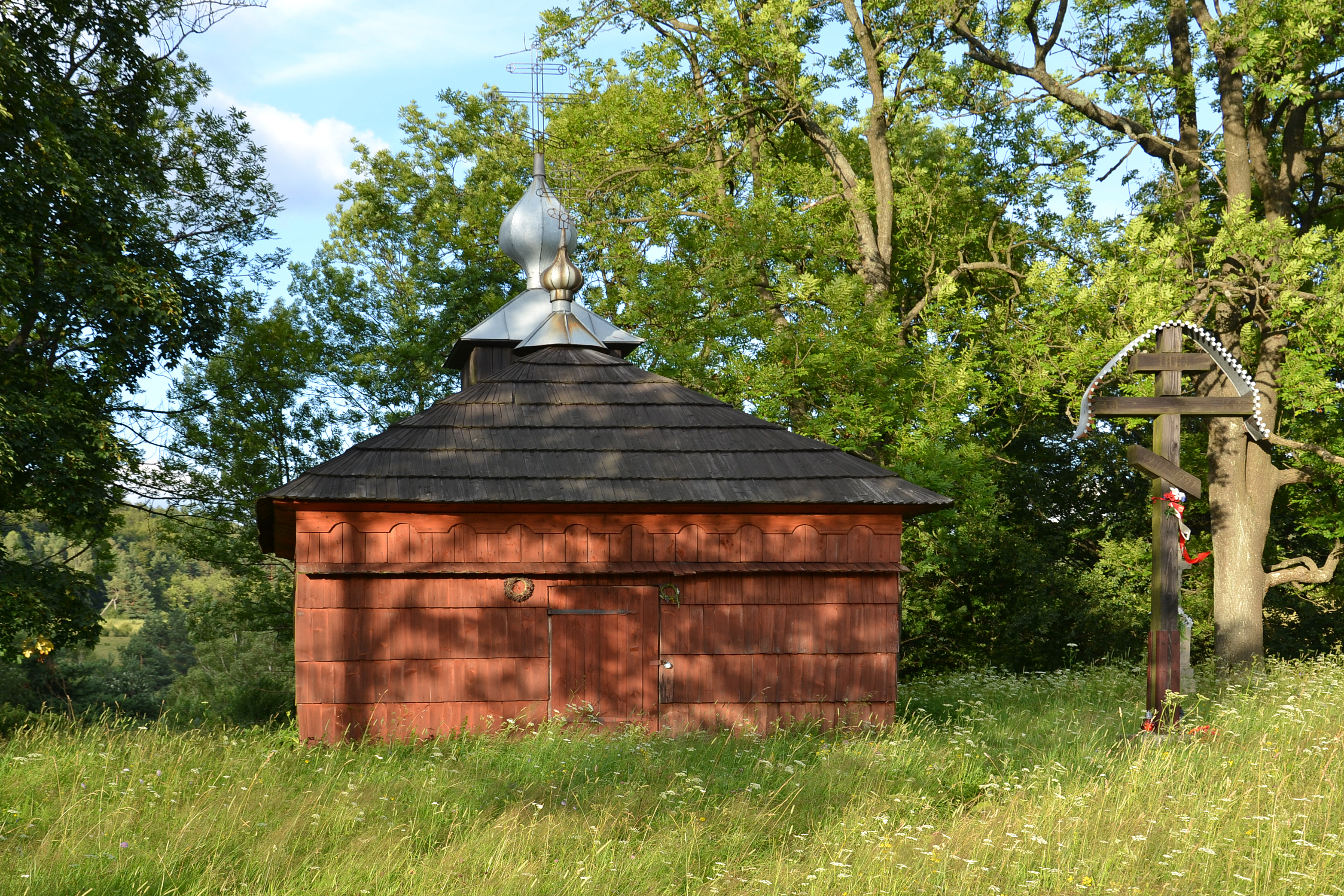
Czasownia w Regietowie koło Gorlic

Czasownia – niewielka chrześcijańska budowla bez specjalnie wydzielonego miejsca na ołtarz. Termin na określenie tego typu budowli jest używany przez wyznawców prawosławia. Nazwa pochodzi od słowa cs. часы (czasy), odnoszącego się do modlitw praktykowanych w ustalonych godzinach dobowego cyklu nabożeństw (odpowiednika liturgii godzin w kościołach zachodnich). Czasownie stawiane są zazwyczaj w miastach, wsiach, przy drogach lub na cmentarzach, są pomnikami wiary chrześcijańskiej. W czasowniach odmawia się modlitwy, zapala się świece przed ikonami. Liturgia odprawiana jest jedynie w wyjątkowych przypadkach. Katolickie kapliczki w odróżnieniu od czasowni mogą jednocześnie pełnić funkcję niewielkich świątyń.
Czasownią nazywane jest także miejsce modlitw staroobrzędowców.
W języku rosyjskim i ukraińskim tym mianem określa się mniejsze kaplice, kapliczki bez ołtarza i innego wyposażenia do sprawowania Świętej Liturgii (odpowiadającej katolickiej mszy św). Czasownie stawia się dzisiaj nie tylko na wsiach, ale często także pośrodku miast – raz jako wyraz czci i przypomnienie o Bogu, kulcie Matki Bożej i świętych, ale także jako miejsce do odprawienia modlitwy indywidualnej dla przechodniów.  
Czasownie istnieją również w Polsce – znajdują się m.in. w Regietowie, a także w okolicach Białowieży i Chraboł.

## Galeria

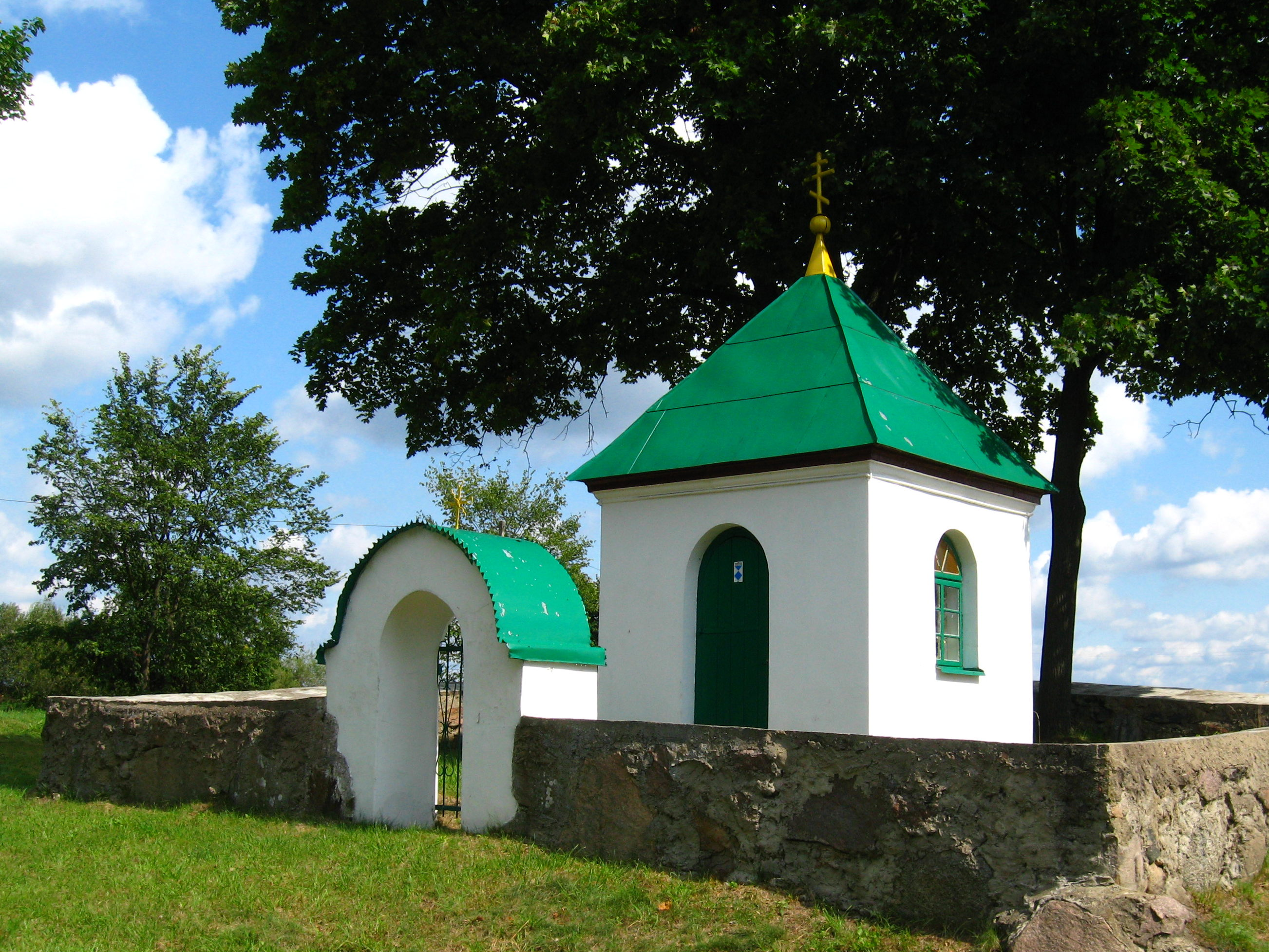
Czasownia św. Barbary w Baciutach
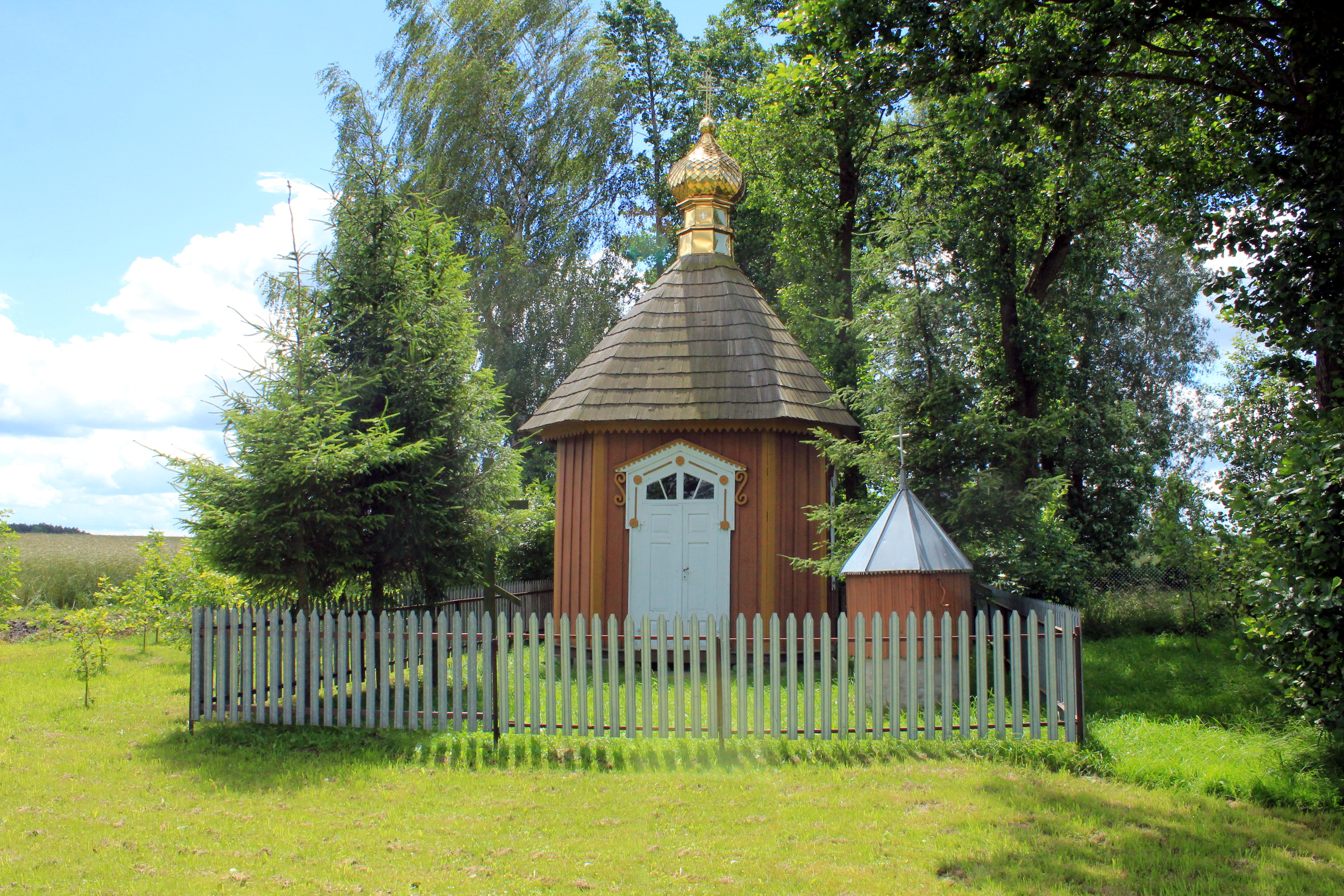
Czasownia Świętych Braci Machabeuszy w Nowoberezowie
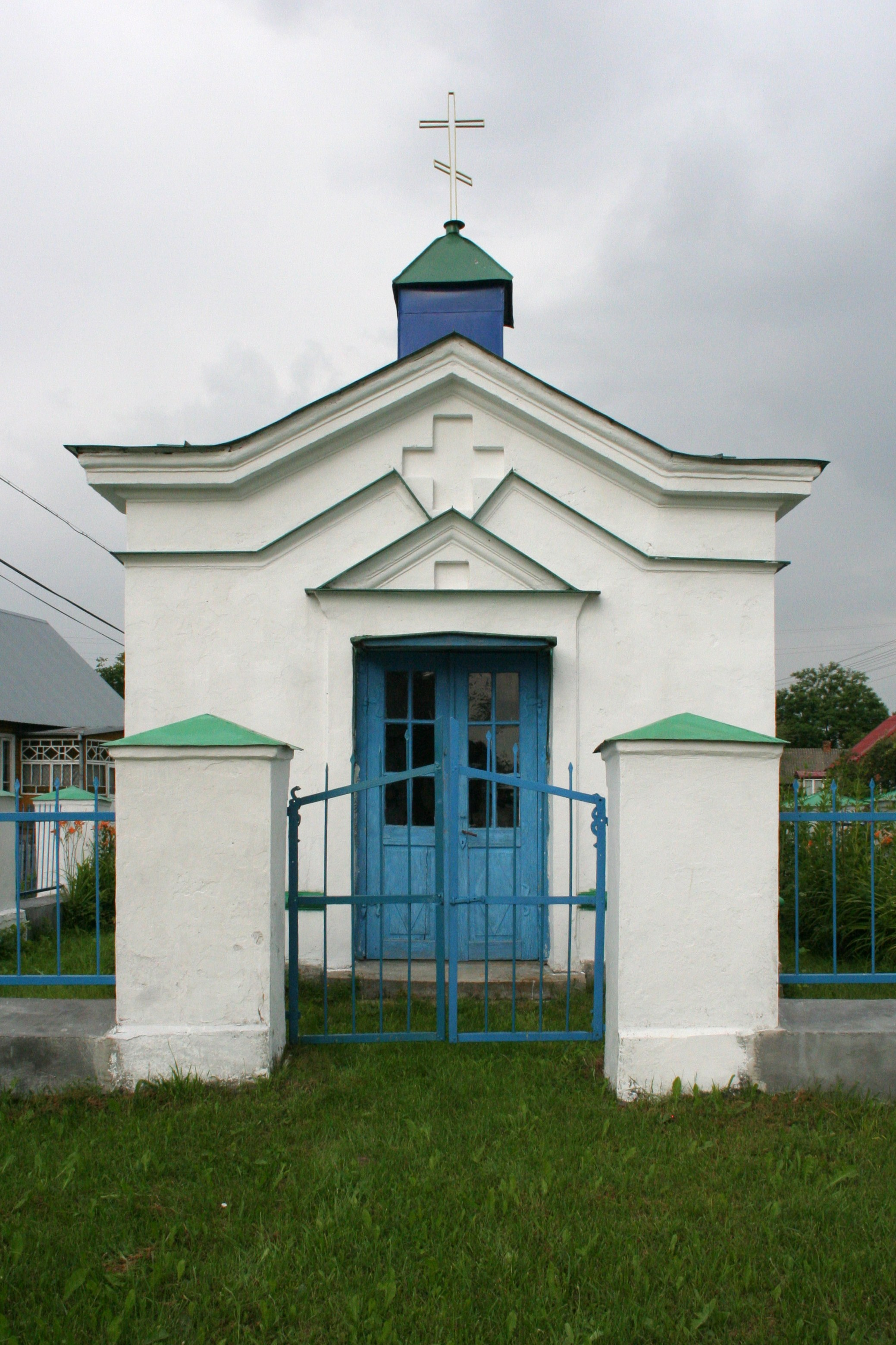
Czasownia św. Mikołaja Cudotwórcy w Klejnikach
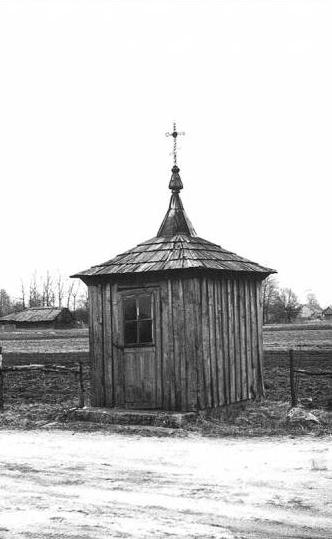
Czasownia w okolicach Trześcianki (zdjęcie z ok. 1985 roku)
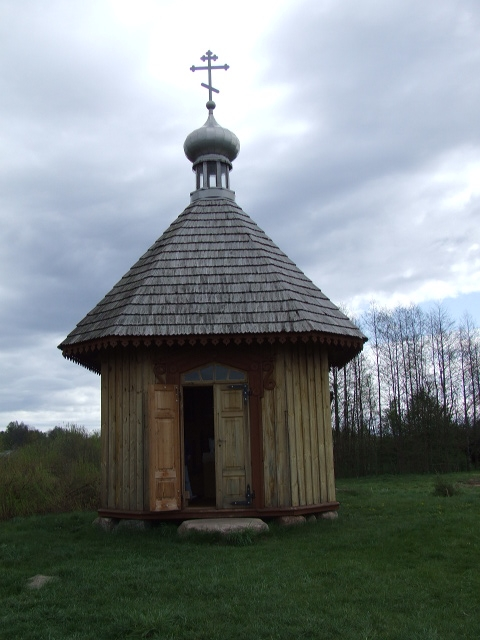
Czasownia św. Aleksandra Newskiego w Białowieży